# Калягин, Виктор Владимирович
Виктор Владимирович Калягин (15 июля 1932, пос. Трудфронт Икрянинского района Астраханской области, РСФСР, СССР, — 28 апреля 2021, Ставрополь, Россия) — советский хозяйственный, государственный и политический деятель, Герой Социалистического Труда.
В. В. Калягин внедрил на ставропольской земле передовой метод уборки зерновых культур, который назвали «Ипатовским».

## Биография
Родился в 1932 году в посёлке Трудфронт, Икрянинский район, Нижне-Волжский край. В 1947 году с отличием окончил 7 классов неполной средней школы.
В 1950 году окончил ветеринарное отделение Астраханского зооветеринарного техникума.
В 1950-1952 годах - ветфельдшер в селе Высоцкое Гофицкого района Ставропольского края.
В 1952-1957 годах учился на ветеринарном факультете Ставропольского сельскохозяйственного института. 
В 1957-1961 годах главный ветврач совхоза «Софиевский» Ипатовского района.
В 1961-1968 годах директор госплемзавода «Большевик» Ипатовского района. 
В 1966 году награжден орденом Ленина, в этом же году защитил кандидатскую диссертацию.
В 1968-1985 годах Первый секретарь Ипатовского райкома КПСС. 
Указом Президиума Верховного Совета СССР от 22 февраля 1978 года В. В. Калягину присвоено звание Героя Социалистического Труда с вручением ордена Ленина и золотой медали «Серп и Молот».
В 1976 году избран делегатом XXV съезда КПСС.
В 1988 году – делегатом XIX Всесоюзной партийной конференции.
С 1992 года президент научно-производственной фирмы «Ставропольские семена».
Скончался 28 апреля 2021 года в Ставрополе.
Почётный гражданин Ставропольского края и города Ипатово.
Награждён орденами Ленина (трижды), «Знак Почёта», медалями.